# エリス・スキリ
エリス・スキリ（アラビア語: إلياس صخيري, 英語: Ellyes Skhiri, 1995年5月10日 - ）は、フランス・リュネル出身のサッカー選手。ポジションはMF。チュニジア代表。アイントラハト・フランクフルト所属。
ボール奪取に優れているのみならず空中戦にも強くチームのために献身的に走る選手であり、右サイドバックやセンターバックとしてもプレーできることからしばしばドイツ代表のヨシュア・キミッヒと比較される。また、2021年にはチュニジア年間最優秀選手にも選ばれた。

## クラブ経歴

### モンペリエ
フランスのリュネルという町で1995年に生まれたスキリは、4歳のときに地元のクラブチームでサッカーを始めた。その後15歳でモンペリエHSCのユースアカデミーに入り、20歳の誕生日に行われたRCランス戦で先発デビューを果たした。そのわずか1カ月後に彼は初めてプロ契約を結び、2016年2月27日のLOSCリール戦で初ゴールを決め、試合も3-0の勝利を収めた。

### ケルン
プロ2年目にしてスタメンの座を獲得し、133試合に出場してチームの副キャプテンも担ったスキリは2019年7月29日、1.FCケルンへの移籍が発表された。
2020-21シーズンには2位のマクシミリアン・エッゲシュタインより約8kmも多い246.2マイル（396.23km)を走り、このシーズンのブンデスリーガで最も走った選手になるとともに、チャレンジ勝利数でもリーグトップを記録。さらに、パス成功率（90%）はケルンの全選手の中で最も高かった。2021年の降格プレーオフでホルシュタイン・キールに勝利し1部リーグ残留を決定づけると、チュニジア年間最優秀選手賞を受賞した。
2021-22シーズン前半は怪我と体調不良によって10試合の出場にとどまったがそれでも3得点を挙げ、Goal.comが選出する2021年のベストアラブ人選手トップ25に選ばれた。
2023年2月13日、昨年10月からリーグ戦無敗であったフランクフルトと対戦すると2ゴールを決める活躍を魅せ、3-0でフランクフルトの無敗を止めた。

### フランクフルト
2023年7月、ケルンとの契約が終わりフリーとなるスキリはボルシア・ドルトムント、ACミラン、クリスタル・パレスFCなどドイツ内外問わず複数のクラブチームから好条件のオファーが届いたものの、最終的にアイントラハト・フランクフルトに移籍した。

## 代表経歴
チュニジア人の父親とフランス人の母親の間に生まれたスキリはリオ五輪予選に向けた23歳以下のチュニジア代表に招集され、U-23モロッコ代表との親善試合でU-23代表デビューをした。
2018年3月23日、イランとの親善試合でチュニジアのA代表デビューを果たした。
2018 FIFAワールドカップを戦うチュニジア代表の本大会メンバーに選出された。
2019年のアフリカネイションズカップに挑むメンバーの1人に選出されると、全試合にフル出場してベスト4進出に貢献した。
2022 FIFAワールドカップでは、この大会で準優勝したフランスに対する1-0の勝利を含むグループステージ全試合に出場した。

## 個人成績

### クラブでの成績
2023年9月14日現在
| クラブ         | シーズン       | リーグ戦       | リーグ戦 | リーグ戦 | カップ戦 | カップ戦 | 国際大会 | 国際大会 | その他 | その他 | 通算 | 通算 |
| クラブ         | シーズン       | ディビジョン   | 出場     | 得点     | 出場     | 得点     | 出場     | 得点     | 出場   | 得点   | 出場 | 得点 |
| -------------- | -------------- | -------------- | -------- | -------- | -------- | -------- | -------- | -------- | ------ | ------ | ---- | ---- |
| モンペリエ II  | 2012-13        | ナショナル3    | 12       | 1        | -        | -        | -        | -        | -      | -      | 12   | 1    |
| モンペリエ II  | 2013-14        | ナショナル3    | 19       | 0        | -        | -        | -        | -        | -      | -      | 19   | 0    |
| モンペリエ II  | 2014-15        | ナショナル2    | 18       | 2        | -        | -        | -        | -        | -      | -      | 18   | 2    |
| モンペリエ II  | 2015-16        | ナショナル3    | 8        | 0        | -        | -        | -        | -        | -      | -      | 8    | 0    |
| モンペリエ II  | クラブ通算     | クラブ通算     | 57       | 3        | -        | -        | -        | -        | -      | -      | 57   | 3    |
| モンペリエ     | 2014-15        | リーグ・アン   | 2        | 0        | -        | -        | -        | -        | -      | -      | 2    | 0    |
| モンペリエ     | 2015-16        | リーグ・アン   | 12       | 2        | 0        | 0        | -        | -        | 1      | 0      | 13   | 2    |
| モンペリエ     | 2016-17        | リーグ・アン   | 37       | 1        | 1        | 0        | -        | -        | 1      | 0      | 39   | 1    |
| モンペリエ     | 2017-18        | リーグ・アン   | 35       | 4        | 2        | 0        | -        | -        | 4      | 0      | 41   | 4    |
| モンペリエ     | 2018-19        | リーグ・アン   | 37       | 3        | 1        | 0        | -        | -        | 0      | 0      | 38   | 3    |
| モンペリエ     | クラブ通算     | クラブ通算     | 123      | 10       | 4        | 0        | -        | -        | 6      | 0      | 133  | 10   |
| ケルン         | 2019-20        | ブンデスリーガ | 32       | 1        | 1        | 0        | -        | -        | -      | -      | 33   | 1    |
| ケルン         | 2020-21        | ブンデスリーガ | 32       | 5        | 3        | 0        | -        | -        | 2      | 1      | 37   | 6    |
| ケルン         | 2021-22        | ブンデスリーガ | 22       | 4        | 1        | 1        | -        | -        | -      | -      | 23   | 5    |
| ケルン         | 2022-23        | ブンデスリーガ | 32       | 7        | 1        | 0        | 7        | 1        | -      | -      | 40   | 8    |
| ケルン         | クラブ通算     | クラブ通算     | 118      | 17       | 6        | 1        | 7        | 1        | 2      | 1      | 133  | 20   |
| フランクフルト | 2023-24        | ブンデスリーガ | 3        | 0        | 1        | 0        | 2        | 1        |        |        | 6    | 1    |
| フランクフルト | クラブ通算     | クラブ通算     | 3        | 0        | 1        | 0        | 2        | 1        |        |        | 6    | 1    |
| キャリア総通算 | キャリア総通算 | キャリア総通算 | 301      | 30       | 11       | 1        | 9        | 2        | 8      | 1      | 329  | 34   |

1. 1 2 3  クープ・ドゥ・ラ・リーグ
2. ↑  入れ替えプレーオフ

## 代表歴

### 出場大会
- チュニジア代表
  - 2018 FIFAワールドカップ
  - 2022 FIFAワールドカップ

### 試合数
- 国際Aマッチ 60試合 3得点（2018年-）[14]

2024年1月1日現在
| チュニジア代表 | 国際Aマッチ | 国際Aマッチ |
| 年             | 出場        | 得点        |
| -------------- | ----------- | ----------- |
| 2018           | 13          | 0           |
| 2019           | 15          | 0           |
| 2020           | 4           | 0           |
| 2021           | 8           | 3           |
| 2022           | 12          | 0           |
| 2023           | 8           | 0           |
| 2024           |             |             |
| 通算           | 60          | 3           |

### 得点
| No. | 日時          | 開催地   | 対戦相手国   | スコア | 結果 | 試合概要                         |
| --- | ------------- | -------- | ------------ | ------ | ---- | -------------------------------- |
| 1   | 2021年3月25日 | ベンガジ | リビア       | 1-1    | 5-2  | アフリカネイションズ杯2021・予選 |
| 2   | 2021年9月3日  | ラデス   | 赤道ギニア   | 2-0    | 3-0  | カタールW杯・アフリカ2次予選     |
| 3   | 2021年10月7日 | ラデス   | モーリタニア | 1–0    | 3-0  | カタールW杯・アフリカ2次予選     |

## タイトル
個人
- チュニジア年間最優秀選手（英語版） : 2021